# Юхово
Юхово (пол. Juchowo) — село в Польщі, у гміні Борне-Суліново Щецинецького повіту Західнопоморського воєводства.
Населення — 418 осіб (2011).

## Демографія
Демографічна структура станом на 31 березня 2011 року:
|          | Загалом | Допрацездатний вік | Працездатний вік | Постпрацездатний вік |
| -------- | ------- | ------------------ | ---------------- | -------------------- |
| Чоловіки | 219     | 44                 | 161              | 14                   |
| Жінки    | 199     | 41                 | 120              | 38                   |
| Разом    | 418     | 85                 | 281              | 52                   |